# Zemětřesení na Aljašce 15. srpna 2018
K zemětřesení na Aljašce došlo 15. srpna 2018 v 13:56:54 místního času (23:56:54 SELČ) a magnitudo dosáhlo síly 6,6 stupňů Richterovy stupnice. Hypocentrum zemětřesení se nacházelo zhruba 20 km jihozápadně od ostrova Tanaga ve hloubce 20 km pod mořským dnem. Nebylo vydáno žádné varování před vlnou tsunami  a nejsilnější dotřesy dosáhly 5,2 a 4,2 stupňů Richterovy stupnice. Jelikož je zde hustota zalidnění velmi nízká, tak nebyly nahlášeny žádné škody a nikdo nebyl zraněn nebo usmrcen. 
22. srpna v 19:35 otřáslo oblastí další zemětřesení o síle 6,3 Richterovy stupnice.

## Geologie
Epicentrum se nacházelo u Aleutských ostrovů, v oblasti Ohnivého kruhu, který obepíná celé pobřeží Tichého oceánu. Jižně od zmíněných ostrovů se pacifická oceánská deska podsouvá pod severoamerickou desku. Jedná se tedy o subdukční zónu a rychlost podsouvání je až 76 mm za rok. Díky tomu zde vznikl Aleutský podmořský příkop hluboký až 7 822 metrů a taktéž je to příčina častých a velmi silných zemětřesení. V roce 1964 zde proběhlo druhé nejsilnější zaznamenané zemětřesení o síle 9,2 stupňů a spolu s vyvolanou vlnou tsunami vysokou až 67 metrů[zdroj?] zabilo 139 lidí.